# Грифо, Винченцо
Винче́нцо Гри́фо (итал. Vincenzo Grifo; род. 7 апреля 1993, Пфорцхайм, Баден-Вюртемберг) — немецкий и итальянский футболист, полузащитник клуба «Фрайбург».

## Карьера

### Клубная
Футболом начал заниматься в клубе «Пфорцхайм». Летом 2012 года стал игроком «Хоффенхайма». Дебютировал за взрослую команду 19 октября 2012 года в 8-м туре Бундеслиги против «Гройтера». Всего в сезоне 2012/13 сыграл 12 матчей в чемпионате. В январе-июне 2014 года был в аренде «Динамо» (Дрезден). Сыграл 13 матчей и забил 1 гол во Второй Бундеслиге. В сезоне 2014/15 был в аренде во «Франкфурте». Сыграл 33 матча и забил 7 голов во Второй Бундеслиге.
Летом 2015 года перешёл во «Фрайбург». В сезоне 2015/16 сыграл 31 матч и забил 14 голов во Второй Бундеслиге. Клуб стал чемпионом и напрямую вышел в Бундеслигу. В сезоне 2016/17 сыграл 30 матчей и забил 6 голов в чемпионате.
28 мая 2017 года Грифо подписал контракт с «Боруссией» (Мёнхенгладбах), рассчитанный до июня 2021 года. В сезоне 2017/2018 сыграл 17 матчей в чемпионате.
Летом 2018 года вернулся в «Хоффенхайм». 6 января 2019 года был арендован «Фрайбургом». 9 февраля забил первый гол в матче против «Вольфсбурга».
2 сентября 2019 года «Фрайбург» выкупил Грифо у «Хоффенхайма».

### В сборной
За сборную Италии дебютировал 20 ноября 2018 года в товарищеском матче против команды США.

## Личная жизнь
Винченцо родился в немецком Пфорцхайме 7 апреля 1993 года. Его родители — итальянцы, иммигрировавшие в Германию.

## Достижения
«Фрайбург»
- Чемпион Германии (Вторая Бундеслига): 2015/16

## Выступления за сборную
| Матчи Грифо за сборную Италии | Матчи Грифо за сборную Италии | Матчи Грифо за сборную Италии | Матчи Грифо за сборную Италии | Матчи Грифо за сборную Италии | Матчи Грифо за сборную Италии | Матчи Грифо за сборную Италии |
| №                             | Дата                          | Оппонент                      | Счёт                          | Голы                          | Соревнование                  |                               |
| ----------------------------- | ----------------------------- | ----------------------------- | ----------------------------- | ----------------------------- | ----------------------------- | ----------------------------- |
| 1                             | 20 ноября 2018                | США                           | 1:0                           | —                             | Товарищеский матч             |                               |
| 2                             | 15 октября 2019               | Лихтенштейн                   | 5:0                           | —                             | Отборочные матчи ЧЕ-2020      |                               |
| 3                             | 7 октября 2020                | Молдавия                      | 6:0                           | —                             | Товарищеский матч             |                               |
| 4                             | 11 ноября 2020                | Эстония                       | 4:0                           | 2                             | Товарищеский матч             |                               |
| 5                             | 25 марта 2021                 | Северная Ирландия             | 2:0                           | —                             | Отборочные матчи ЧМ-2022      |                               |
| 6                             | 28 мая 2021                   | Сан-Марино                    | 7:0                           | —                             | Товарищеский матч             |                               |
| 7                             | 16 ноября 2022                | Албания                       | 3:1                           | 2                             | Товарищеский матч             |                               |
| 8                             | 20 ноября 2022                | Австрия                       | 0:2                           | —                             | Товарищеский матч             |                               |
| 9                             | 26 марта 2023                 | Мальта                        | 2:0                           | —                             | Отборочные матчи ЧЕ-2024      |                               |

Итого: 9 игр / 4 гола; 8 побед, 0 ничьих, 1 поражение.